# Christine-Louise d'Oettingen-Oettingen
Christine-Louise d'Oettingen-Oettingen (20 mars 1671, Oettingen – 3 septembre 1747, Blankenburg), duchesse de Brunswick-Lunebourg, est la grand-mère maternelle de l'impératrice Marie-Thérèse, de la reine Élisabeth-Christine de Prusse, de la reine Juliane-Marie de Danemark et du tsar Pierre II. Elle est aussi l'arrière-grand-mère maternelle de la reine de France Marie-Antoinette et du tsar Ivan VI. Elle est également l'arrière-arrière-grand-mère du roi Léopold Ier des Belges et de sa sœur Victoire, mère de la reine Victoria du Royaume-Uni.

## Biographie
Christine-Louise est la troisième fille d'Albert-Ernest Ier, prince d'Oettingen et de la duchesse Christine-Frédérique de Wurtemberg.
Elle est mariée à Louis-Rodolphe de Brunswick-Wolfenbüttel à Aurich en 1690. Ils ont trois enfants qui atteignent l'âge adulte :
- Élisabeth-Christine (1691-1750), mariée avec Charles VI ;
- Charlotte-Christine (1694-1715), mariée avec Alexis Petrovitch de Russie ;
- Antoinette (1696-1762), mariée avec Ferdinand-Albert II de Brunswick-Wolfenbüttel.

Les mariages de ses trois filles sont arrangés par son ambitieux beau-père Antoine-Ulrich de Brunswick-Wolfenbüttel.

## Sources
- Christina Louise Prinzessin v.Oettingen-Oettingen
- gw1.geneanet.org
- wc.rootsweb.ancestry.com